# Akbuthat
Akbuthat (bachkir : Aҡbuҙat ; tatar : Akbuzat  - cheval ailé léger) est un personnage du folklore et de la mythologie turque, l'ancêtre (ancêtre totem) de ces peuples, et vertu héroïque du cheval.

## Origine
L'origine d'Akbuzat est liée à la large diffusion du totémisme parmi les peuples turciques, ainsi qu'au culte du cheval, qui jouait un rôle important dans la vie des Turcs. La couleur blanche symbolise une naissance réussie et heureuse, une vie, une mort paisible et un enterrement digne.

## Dans la mythologie tatare
La mythologie tatare comprend l'histoire de deux chevaux héroïques divins, Akbuzat et Kukbuzat (cheval bleu ciel), vivant dans le ciel ; ces chevaux participent aux actions des héros, descendant sur terre, puis remontant au ciel, où ils sont attachés à un pieu de fer (Tat. Timerkazyk  - l'étoile polaire) et paissent autour de lui. Sept voleurs de chevaux (Ursa Major) poursuivent Akbuzat et Kukbuzat dans le but de les capturer, mais ils ne parviennent pas à les rattraper.
On le retrouve également dans le folklore tatar-Mishar.

## Dans l'épopée bachkire
Dans la mythologie bachkire, c'est un cheval héroïque ailé magique, ancêtre des Tulpars. Cheval d'Oural-Batyr, personnage principal de l'épopée bachkire (kubair) « Akbuzat ».
La description de la beauté d'Akbuzat est l'un des « lieux communs » les plus développés et les plus répandus dans les textes poétiques de l'épopée « Oural Batyr ». Avec des variations mineures, elle est répétée dans d'autres œuvres épiques bachkires.

## Dans la culture
Antonio Emmanuilovich Spadavecchia a écrit avec Kh. Zaimov l'opéra « Akbuzat » (« Le cheval magique »), créé pour la première fois en 1942 au Théâtre académique d'opéra et de ballet de l'État bachkir (ru).
En 2016, Alexey Kortnev et Sergei Chekryzhov ont écrit l'Opéra-rock « Cheval blanc - Oiseau d'or (Akbuzat) ».

## Monuments
En 2016, la sculpture « Akbuzat » a été inaugurée dans la ville d'Ichimbaï. En 2017, un objet d'art du même nom y est apparu.
En 2021, dans le district de Burzyansky, près du lac Yylkysykkan, un monument de cinq mètres de haut (le cheval lui-même y mesure 3,5 mètres) a été coulé à la fonderie de fer Kasl.

## Autres
L' usine de porcelaine bachkir (anciennement usine de produits en porcelaine bachkir, usine de produits en porcelaine Oktyabrsky), située dans la ville d'Oktyabrsky, a choisi un cheval ailé comme logo.